# Венсан Тілль
Венсан Тілль (люксемб. Vincent Thill, нар. 4 лютого 2000, Люксембург) — люксембурзький футболіст, нападник «Ворскли» і національної збірної Люксембургу.
Його батько Серж, а також брати Себастьян і Олів'є також професійні футболісти, гравці люксембурзької національної збірної.

## Клубна кар'єра
Народився 4 лютого 2000 року в місті Люксембург. Починав займатися футболом на батьківщині в юнацьких командах футбольних клубів «Фола» і «Прогрес», а у 12-річному віці продовжив навчання в академії французького «Меца».
З 2016 року почав залучатися до ігор другої команди «Меца», того ж сезону провів свою першу гру за основну команду клубу. Провівши протягом двох сезонів 6 матчів за «Мец» у всіх змаганнях, юний люксембуржець влітку 2018 року був орендований клубом «По» з третього французького дивізіону, а у сезоні 2019/20 грав у Лізі 2 за «Орлеан», теж на правах оренди.
В кінці сезону 2019/20 у гравця закінчився контракт з «Мецом» і він покинув клуб перебравшись в Португалію і уклав контракт з «Насіуналем» з міста Фуншал. За підсумками першого сезону зіграв у 19 матчах в усіх турнірах і віддав три гольові передачі, але клуб не зміг залишитися у вищому дивізіоні, посівши останнє 18-е місце, після чого люксембуржець покинув клуб.
27 серпня 2021 року Венсан підписав контракт з полтавською «Ворсклою», де вже грав його брат Олів'є.

## Виступи за збірні
2015 року дебютував у складі юнацької збірної Люксембургу, взяв участь у 4 іграх на юнацькому рівні за команди U-17 і U-19, відзначившись 3 забитими голами.
25 березня 2016 року дебютував в офіційних матчах у складі національної збірної Люксембургу в товариському поєдинку проти Боснії та Герцеговини (0:3). 31 травня 2016 року, у другому матчі, забив за неї свій перший м'яч в ворота Нігерії (1:3), ставши наймолодшим автором голів в історії збірної та першим гравцем, що народився у новому тисячолітті, який забив гол.
| Дата       | Місто      | Господарі  | Результат | Гості                | Турнір                               | Голи | Примітки |
| ---------- | ---------- | ---------- | --------- | -------------------- | ------------------------------------ | ---- | -------- |
| 25-03-2016 | Люксембург | Люксембург | 0 – 3     | Боснія і Герцеговина | товариський матч                     | -    | 69'      |
| 31-05-2016 | Люксембург | Люксембург | 1 – 3     | Нігерія              | товариський матч                     | 1    | 56' 90'  |
| 02-09-2016 | Рига       | Латвія     | 3 – 1     | Люксембург           | товариський матч                     | -    | 85'      |
| 06-09-2016 | Софія      | Болгарія   | 4 – 3     | Люксембург           | Відбір до ЧС 2018                    | -    | 59'      |
| 07-10-2016 | Люксембург | Люксембург | 0 – 1     | Швеція               | Відбір до ЧС 2018                    | -    | 66'      |
| 10-10-2016 | Борисов    | Білорусь   | 1 – 1     | Люксембург           | Відбір до ЧС 2018                    | -    | 46'      |
| 13-11-2016 | Люксембург | Люксембург | 1 – 3     | Нідерланди           | Відбір до ЧС 2018                    | -    | 82'      |
| 04-06-2017 | Люксембург | Люксембург | 2 – 1     | Албанія              | товариський матч                     | -    | 73'      |
| 09-06-2017 | Роттердам  | Нідерланди | 5 – 0     | Люксембург           | Відбір до ЧС 2018                    | -    | 50' 54'  |
| 31-08-2017 | Люксембург | Люксембург | 1 – 0     | Білорусь             | Відбір до ЧС 2018                    | -    | 67'      |
| 03-09-2017 | Тулуза     | Франція    | 0 – 0     | Люксембург           | Відбір до ЧС 2018                    | -    | 59'      |
| 07-10-2017 | Стокгольм  | Швеція     | 8 – 0     | Люксембург           | Відбір до ЧС 2018                    | -    | 46'      |
| 09-11-2017 | Люксембург | Люксембург | 2 – 1     | Угорщина             | товариський матч                     | -    | 46'      |
| 22-03-2018 | Та-Калі    | Мальта     | 0 – 1     | Люксембург           | товариський матч                     | -    |          |
| 27-03-2018 | Люксембург | Люксембург | 0 – 4     | Австрія              | товариський матч                     | -    | 76'      |
| 05-06-2018 | Люксембург | Люксембург | 1 – 0     | Грузія               | товариський матч                     | -    | 58'      |
| 11-09-2018 | Серравалле | Сан-Марино | 0 – 3     | Люксембург           | Ліга націй УЄФА 2018-2019 - 1-й етап | -    | 46' 89'  |
| 15-10-2018 | Люксембург | Люксембург | 3 – 0     | Сан-Марино           | Ліга націй УЄФА 2018-2019 - 1-й етап | 1    |          |
| Усього     |            | Матчів     | 18        |                      | Голів                                | 2    |          |

## Титули і досягнення
- Володар Кубка Азербайджану (1):

«Сабах»: 2024–25